# Masoud Sadegh Pour
Masoud Sadegh Pour (ur. 23 września 1996) – australijski zapaśnik walczący w obu stylach. Siódmy na igrzyskach Wspólnoty Narodów w 2010. Trzykrotny medalista mistrzostw Oceanii w latach 1996 - 1998.